# Мариупольский автобус
Мариу́польский авто́бус (укр. Маріупольський автобус) — вид общественного транспорта в Мариуполе Донецкой области Украины.

## История
Первое упоминание об организованном движении автотранспорта датируется 1911 годом: 6 марта 1911 года владелец портовского магазина В. И. Рыбальченко открыл автомобильный маршрут «Город — Порт» с остановками у часовни, у собора и у своего магазина.
Первые автобусы начали движение в 1925 году. 7 сентября 1925 года Мариупольский окружной отдел местного хозяйства устанавливает автобусное движение по 4 маршрутам:
1. Город (Базарная площадь) — завод имени Ильича
2. Город — порт Мариуполь
3. Мариуполь — Бердянск
4. Город — отходящие поезда и пароходы.

В 1975 году в городе имелось 30 маршрутов автобуса.
В 1977 году имелось 29 маршрутов автобуса, а также 19 пригородных маршрутов. Подвижной парк автобусов насчитывает 407 машин, а также 448 легковых таксомоторов обслуживало 72 стоянки такси.
Сейчас насчитывается более 50 маршрутов автобусов, работающих в режиме маршрутных такси.
24 февраля 2022 г. в связи с началом боевыми действиями в  городском транспорте введён бесплатный проезд.
2 марта 2022 г. Движение автобусов было полностью остановлено из-за активных боевых действий на территории города. После боевых действий в Мариуполе 90% подвижного состава уничтожены

## Автотранспортные предприятия
- ДП ОАО «Донецк-Автотранс» (бывшее АТП № 11402)
- № 11428
- № 11433
- № 11483 (Приморское АТП)
- № 11484
- № 87501 (Приазовское АТП)
- Азовтрансавто
- АТП «Транспортник»
- АТП «Марвей»
- АТП «Мариуполь-Авто» (бывшее АТП № 11431)[1]
- МУП АГМ «Мариупольтранс» (до 07.2022 КП Мариупольское ТТУ)

## Плата за проезд
С декабря 2005 года проезд установлен в размере 1 грн. 25 коп. С 15 декабря 2007 года проезд подорожал до 1 грн. 50 коп. В автобусах ТТУ — 75 коп.
С 1 мая 2008 года проезд в маршрутных такси составляет 1 грн. 75 коп., а в троллейбусах и трамваях 1 грн.
С 1 июня 2010 года проезд в большинстве маршрутных такси достиг 2 грн. В маршрутах 110, 117, 150 и 35 остались 1 грн. 50 коп.
С 1 апреля 2011 года проезд в маршрутных такси составляет 2 грн. 25 коп., а в автобусах — 2 грн. 50 коп.
С 1 августа 2011 года стоимость проезда на «протяженных» маршрутах составляет 2 грн. 50 коп, в «непротяженных» — 2 грн.
С 1 декабря 2013 года стоимость проезда на «протяженных» маршрутах составляет 3 грн., в «непротяженных» — 2 грн. 50 коп.
С 1 июня 2014 года стоимость проезда на «протяженных» маршрутах составляет 4 грн., в «непротяженных» — 3 грн. 50 коп.
С 1 апреля 2017 года стоимость проезда на «протяженных» маршрутах составляет 5 грн.
С 1 августа 2017 года стоимость проезда на «протяженных» маршрутах составляет 6 грн.
С 1 марта 2019 года стоимость проезда в автобусах и электротранспорте (трамвай, троллейбус) ТТУ составляет 8 грн. и 7 грн. соответственно. На рейсах маршрутных такси (частный общественный транспорт) стоимость на «протяженных» и «не протяженных» составляет 8 грн. и 7 грн. соответственно
С мая 2022 года проезд в автобусе бесплатный.